# We Baby Bears – Bärchen wie wir
We Baby Bears – Bärchen wie wir (Originaltitel: We Baby Bears) ist eine US-amerikanische Zeichentrickserie. Sie stellt ein Spin-off und Prequel der Serie We Bare Bears – Bären wie wir dar.

## Handlung
Die drei Bärenkinder Grizz, Panda und Eisbär suchen das perfekte Zuhause. Mit einer magischen Kiste begeben sie sich auf Reisen und erleben spannende Abenteuer.

## Produktion und Veröffentlichung
Am 30. Mai 2019 gab der Sender Cartoon Network die Produktion einer Spin-off-Serie zu We Bare Bears – Bären wie wir bekannt. Sie ist das Ergebnis einer positiven Resonanz auf die Flashback-Episoden der Hauptserie.
Basierend auf einer Idee von Daniel Chong wurde das Projekt von den Cartoon Network Studios realisiert. Keith Mack und Carrie Wilksen waren als Produzenten des Ablegers tätig. 
Die musikalische Gestaltung innerhalb der Serie unterlag dem Komponisten Krandal Crews. Das Titellied zur Serie stammt von Andy Sturmer und wurde von der südkoreanischen Girlgroup Tri.be eingesungen.
We Baby Bears – Bärchen wie wir feierte seine US-Premiere am 1. Januar 2022. Noch im selben Monat, am 31. Januar 2022, gab WarnerMedia Kids & Family die Verlängerung um eine zweite Staffel bekannt. Diese wurde ab dem 17. Juni 2023 in den USA veröffentlicht.
In Deutschland wurde die Serie am 25. April 2022 beim Sender Cartoon Network veröffentlicht.

## Synchronisation
Die deutsche Synchronfassung entstand bei Iyuno Germany in München, unter der Dialogregie von Heiko Feld. Dieser war gemeinsam mit Julia Sander auch für das Dialogbuch zur Serie verantwortlich.

### Hauptfiguren
| Rolle       | Originalsprecher | Deutscher Sprecher                                                  |
| ----------- | ---------------- | ------------------------------------------------------------------- |
| Erzähler    | Demetri Martin   | Xiduo Zhao                                                          |
| Baby Grizz  | Connor Andrade   | Benedikt Kienle (Folge 1x01 bis 1x20) Adrian Arnold (ab Folge 1x21) |
| Baby Panda  | Amari McCoy      | Madeleine Holzach                                                   |
| Baby Eisbär | Max Mitchell     | Jonathan Joèl Albrecht                                              |

### Nebenfiguren (Auswahl)
| Rolle          | Originalsprecher | Deutscher Sprecher |
| -------------- | ---------------- | ------------------ |
| Dippy          | Paris Newton     | –                  |
| Unica          | Willow Smith     | –                  |
| Goose          | Lori Alan        | Janina Dietz       |
| Squatter Otter | Gunnar Sizemore  | Benjamin Mereis    |
| Nori           | –                | Ilena Gwisdalla    |
| Rigel          | Dino Andrade     | René Oltmanns      |

## Kritik
Bei den Rotten Tomatoes erhielt die Serie einen Score von 33 Prozent auf dem Popcornmeter. Dieser Anteil der Nutzer hat dem Werk eine Bewertung von 3,5 Sternen und höher gegeben.